# Хорчин – Лівий Задній стяг
42°56′59″ пн. ш. 122°20′48″ сх. д. / 42.94977° пн. ш. 122.34674° сх. д.
Хорчин – Лівий Задній стяг (кит. 科尔沁左翼后旗, пін. Kē'ĕrqìn Zuŏyì Hòuqí) — один із повітів КНР у складі префектури Тунляо, Внутрішня Монголія. Адміністративний центр — містечко Ганджиг.

## Географія
Хорчин – Лівий Задній стяг лежить на висоті понад 250 метрів над рівнем моря, на південь від річки Сіляо.

### Клімат
Хошун знаходиться у зоні, котра характеризується вологим континентальним кліматом зі спекотним літом. Найтепліший місяць — липень із середньою температурою 23,4 °C. Найхолодніший місяць — січень, із середньою температурою -12,9 °С.
| Клімат хошуну Хорчин – Лівий Задній стяг | Клімат хошуну Хорчин – Лівий Задній стяг | Клімат хошуну Хорчин – Лівий Задній стяг | Клімат хошуну Хорчин – Лівий Задній стяг | Клімат хошуну Хорчин – Лівий Задній стяг | Клімат хошуну Хорчин – Лівий Задній стяг | Клімат хошуну Хорчин – Лівий Задній стяг | Клімат хошуну Хорчин – Лівий Задній стяг | Клімат хошуну Хорчин – Лівий Задній стяг | Клімат хошуну Хорчин – Лівий Задній стяг | Клімат хошуну Хорчин – Лівий Задній стяг | Клімат хошуну Хорчин – Лівий Задній стяг | Клімат хошуну Хорчин – Лівий Задній стяг | Клімат хошуну Хорчин – Лівий Задній стяг |
| Показник                                 | Січ.                                     | Лют.                                     | Бер.                                     | Квіт.                                    | Трав.                                    | Черв.                                    | Лип.                                     | Серп.                                    | Вер.                                     | Жовт.                                    | Лист.                                    | Груд.                                    | Рік                                      |
| Середній максимум, °C                    | −6,7                                     | −1,8                                     | 5,5                                      | 15,4                                     | 22,4                                     | 26,7                                     | 28,3                                     | 27,6                                     | 22,9                                     | 14,7                                     | 3,4                                      | −4,4                                     | 12,8                                     |
| Середня температура, °C                  | −12,9                                    | −8,4                                     | −0,9                                     | 8,8                                      | 16                                       | 21                                       | 23,4                                     | 22,3                                     | 16,5                                     | 8,1                                      | −2,5                                     | −10,3                                    | 6,8                                      |
| Середній мінімум, °C                     | −17,8                                    | −13,8                                    | −6,5                                     | 2,6                                      | 9,7                                      | 15,4                                     | 19,1                                     | 17,7                                     | 10,7                                     | 2,6                                      | −7,3                                     | −14,9                                    | 1,5                                      |
| Норма опадів, мм                         | 2                                        | 1.9                                      | 9.3                                      | 21.5                                     | 35.7                                     | 68.2                                     | 117.2                                    | 94.4                                     | 36.8                                     | 18                                       | 7.5                                      | 2.4                                      | 414.9                                    |
| Вологість повітря, %                     | 53                                       | 47                                       | 44                                       | 45                                       | 49                                       | 63                                       | 76                                       | 75                                       | 64                                       | 55                                       | 54                                       | 55                                       | 56.7                                     |
| ---------------------------------------- | ---------------------------------------- | ---------------------------------------- | ---------------------------------------- | ---------------------------------------- | ---------------------------------------- | ---------------------------------------- | ---------------------------------------- | ---------------------------------------- | ---------------------------------------- | ---------------------------------------- | ---------------------------------------- | ---------------------------------------- | ---------------------------------------- |
| Джерело: data.cma.cn                     |                                          |                                          |                                          |                                          |                                          |                                          |                                          |                                          |                                          |                                          |                                          |                                          |                                          |